# Wallace-Brunnen
Die Wallace-Brunnen sind öffentliche Trinkwasserspender in Form kleiner gusseiserner Skulpturen, die weltweit an verschiedenen Orten aufgestellt sind. Die meisten befinden sich auf Fußgängerwegen im ganzen Stadtgebiet von Paris, wo sie als erstes errichtet wurden. Sie sind benannt nach dem Engländer Richard Wallace, der ihre Errichtung finanzierte. Ihrer herausragenden Ästhetik wegen gelten sie weltweit als eine Pariser Besonderheit.

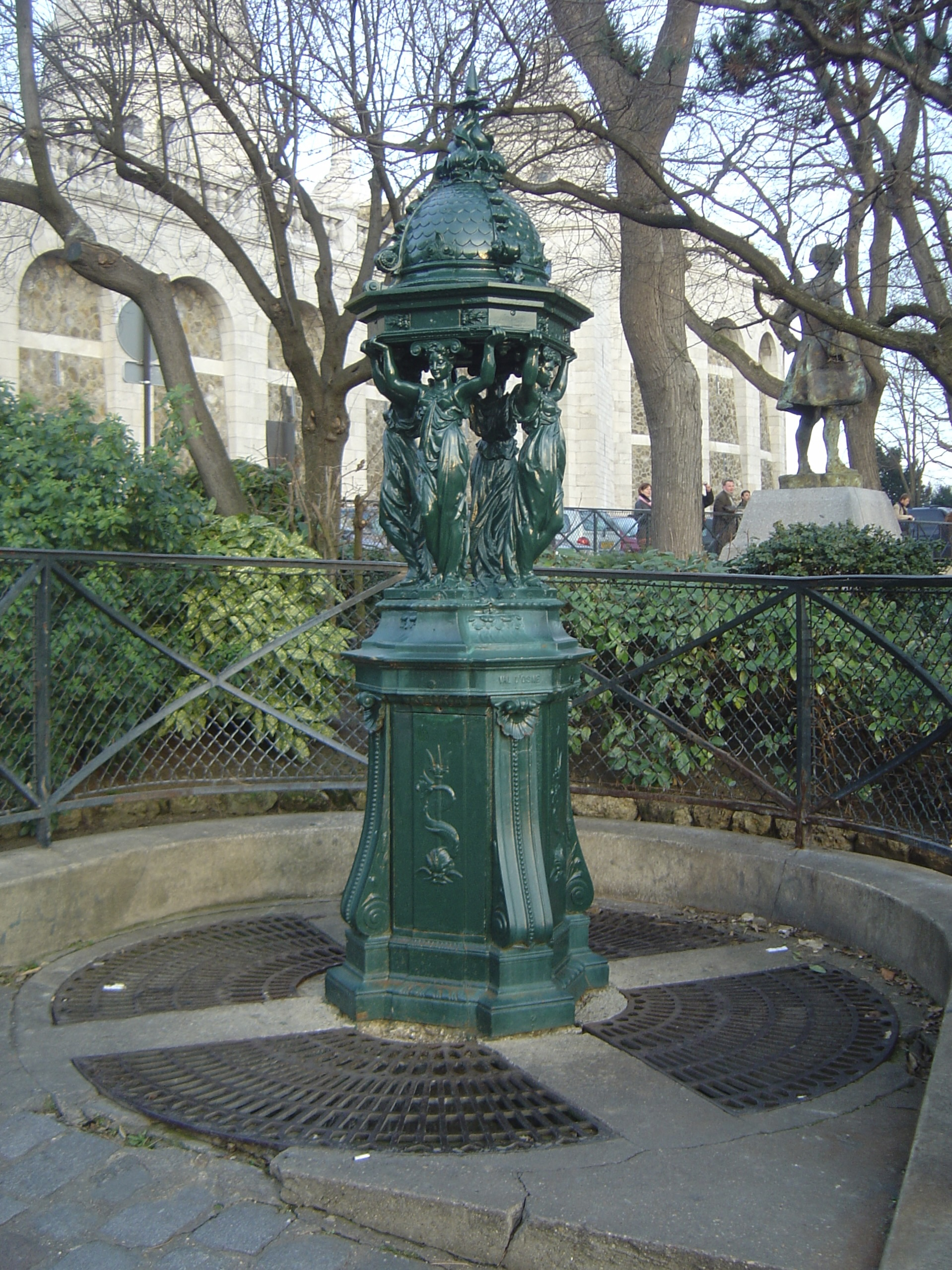
Wallace-Brunnen am Montmartre in Paris

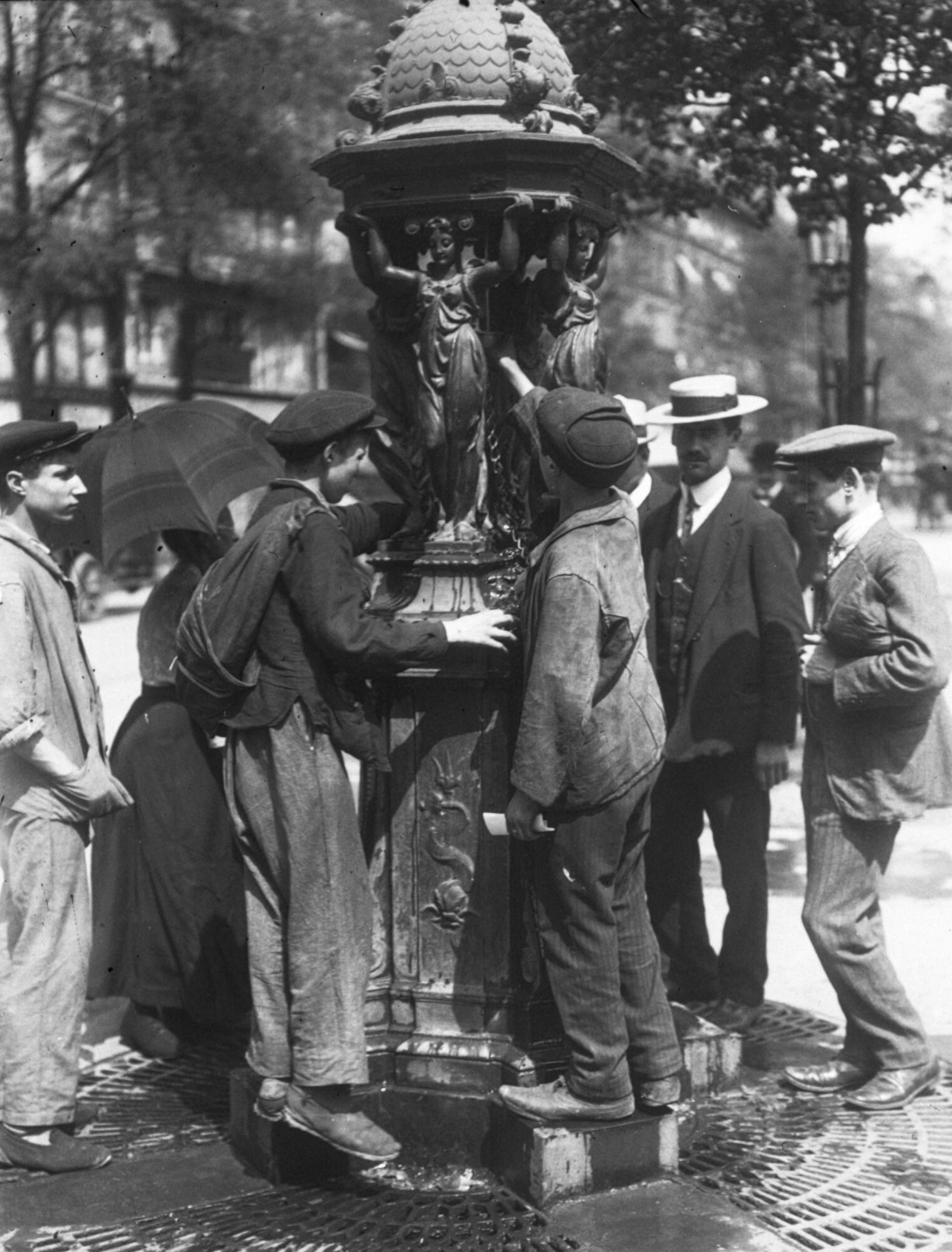
Menschen trinken an einem Wallace-Brunnen (1911)

## Hintergrund
Während des Deutsch-Französischen Krieges im Jahr 1870 durchlebte Paris eine schwere Zeit. Zu den großen Umwälzungen dieser Tage zählten die Wiedererrichtung der Republik, die kurzlebige Pariser Kommune, die zerstörerischen preußischen Bombardements und schließlich die schmerzhafte militärische Niederlage, verbunden mit dem Verlust von Elsass-Lothringen.
Trotz großer Verwüstungen erfolgte der Wiederaufbau der Stadt sehr rasch. Nach weniger als zehn Jahren zeigte sie ein neues Gesicht mit neuen Gebäuden wie der Opéra Garnier und neuen Boulevards wie etwa Raspail oder Saint-Germain. Zudem kam das Mäzenatentum in Mode: Wohlhabende Bürger finanzierten zahlreiche „gute Werke“ (etwa das Französische Rote Kreuz oder die Heilsarmee), um ihren guten Ruf zu pflegen.

## Sir Richard Wallace
Einer der herausragendsten und zugleich zurückhaltendsten Mäzene war Sir Richard Wallace. Nachdem er im August 1870 ein großes Vermögen von seinem Vater geerbt hatte, beschloss er, es allen Parisern zugutekommen zu lassen, was ihm große Beliebtheit einbrachte. Im Gegensatz zu anderen Mitgliedern der Oberschicht, für die karitative Werke lediglich Mittel zur Steigerung ihrer Berühmtheit waren, darf er als Philanthrop im eigentlichen Wortsinne gelten.
Aus Überzeugung verblieb er selbst während der Belagerung der Stadt in seiner Villa in Paris, um zur Stelle zu sein, wo er gebraucht werden könnte, statt sich auf eines seiner luxuriösen Landgüter zurückzuziehen. Er gründete ein Krankenhaus, kümmerte sich um die Aufnahme von Opfern der Bombardierungen oder verteilte Lebensmittel an die Bevölkerung. Seiner Wahlheimat Frankreich blieb er stets treu und wurde nach seinem Tod auf dem Friedhof Père-Lachaise beigesetzt.
Die nach ihm benannten Brunnen zählen zu seinen zahlreichen Beiträgen zum Kulturerbe von Paris.

## Ausgangssituation und Absicht
Nach dem Ende der Belagerung und der Kommune waren zahlreiche Wasserleitungen zerstört, und so stieg der ohnehin schon hohe Wasserpreis weiter an. Für viele ärmere Menschen, die keinen eigenen Zugang zu Wasserleitungen hatten, war es kostenlos nicht zu bekommen.
Groß war daher die Versuchung in der Unterschicht, auf alkoholische Getränke auszuweichen, und man empfand es als moralische Verpflichtung, sie vor dem Absturz in den Alkoholismus zu bewahren. Obgleich Trinkwasserzugang und Hygiene heute für die große Mehrzahl der Pariser kein Problem mehr darstellen, sind diese Brunnen für Obdachlose nach wie vor oft die einzigen kostenlosen Trinkwasserspender.
Doch nicht nur Mittellose ziehen ihren Nutzen aus diesen Einrichtungen. Wenngleich sie primär möglichst vielen einkommensschwachen Menschen Zugang zu trinkbarem Wasser verschaffen sollen, können tatsächlich reiche Passanten ebenso wie Arme ihren Durst stillen.
Die Brunnen folgen damit der Philosophie von Wallace, dezent und wirkungsvoll Hilfe zu leisten, und dabei die Stadt auf unaufdringliche Weise zu verschönern.

## Entwurf

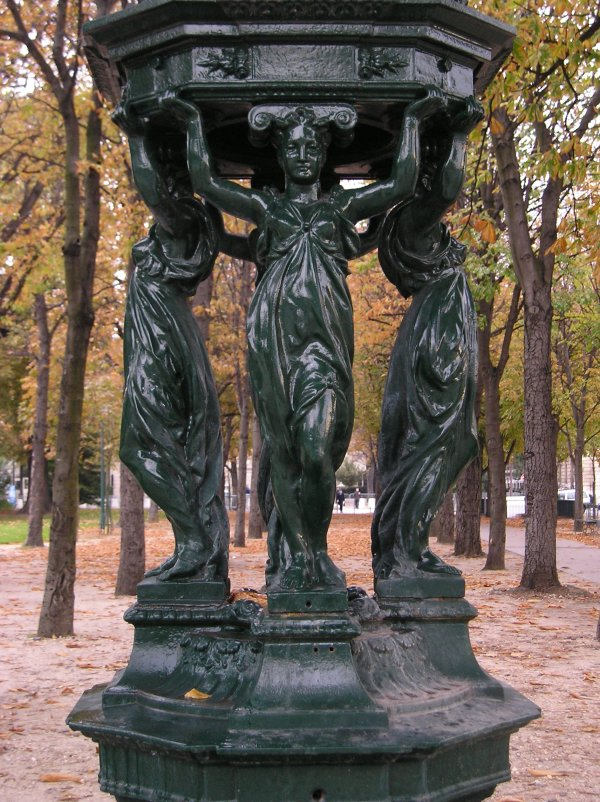
Detail eines Wallace-Brunnens in großer Ausführung

Richard Wallace entwarf diese Brunnen selbst, wobei ihm Schönheit und Nützlichkeit gleichermaßen unverzichtbar schienen. Dabei folgte er einem strengen Pflichtenheft:
- Höhe: groß genug, um von weitem sichtbar zu sein, gleichzeitig aber nicht zu groß, um die Harmonie der Umgebung nicht zu stören.
- Form: praktisch und schön anzusehen
- Kosten: günstig genug, um mehrere Dutzend Exemplare aufstellen zu können
- Material: widerstandsfähig, leicht zu bearbeiten, einfach instand zu halten.

Um sein Projekt möglichst schnell zum Erfolg zu führen, engagierte Wallace den ihm bekannten Bildhauer Charles-Auguste Lebourg aus Nantes. Dieser verbesserte seine bereits recht ausgefeilten Skizzen, um aus den Trinkwasserspendern echte Kunstwerke zu machen.
Wallace entwarf zunächst zwei verschiedene Modelle und legte später zwei weitere nach. Diese vier Entwürfe unterschieden sich in Aussehen und Größe. Als kostengünstiges und leicht in Form zu bringendes Material wurde das in jener Zeit sehr häufig verwendete Gusseisen eingesetzt. Den größten Teil der Kosten trug Wallace, der Beitrag der Stadt belief sich auf 1000 Francs für die große Ausführung und 450 Francs für ein wandmontiertes Modell.
Die Ausführung übernahm die Gießerei Val d‘Osne im Département Haute-Marne, nahe Saint-Dizier, wo seinerzeit ein Zentrum dieser Kunst lag. Auf dem Sockel der ältesten Brunnen ist die Signatur der Fabrik zu lesen. Dieses Unternehmen wurde später von der GHM Antoine Durenne aufgekauft, die bis heute in Sommevoire (Haute-Marne) die Produktion fortsetzt.
Der große Erfolg der Wallace-Brunnen inspirierte zahlreiche Nachbildungen durch konkurrierende Gießereien.

## Die verschiedenen Modelle

### Große Ausführung
(2,71 m, 610 kg)
Das große Modell entwarf Sir Richard Wallace nach dem Vorbild der Fontaine des Innocents.
Auf einem Fundament aus Hauteville-Stein ruht ein achteckiger Sockel, auf dem vier sich den Rücken zuwendende Karyatiden stehen und mit ihren Armen eine spitz zulaufende, mit Delfinen dekorierte Kuppel tragen.
Das Wasser tritt als dünnes Rinnsal in der Mitte der Kuppel aus und fällt dann in ein Becken, das durch ein Gitter geschützt wird. Um die Entnahme zu erleichtern, standen zwei verzinnte Eisenbecher zur Verfügung, die mit einer Kette am Brunnen fixiert waren und nach Gebrauch stets in Wasser eingetaucht blieben, um Sauberkeit zu gewährleisten. Diese Becher wurden 1952 auf behördliche Anordnung hin aus Hygienegründen entfernt.
Die vier Karyatiden symbolisieren Güte, Einfachheit, Wohltätigkeit und Nüchternheit. Sie unterscheiden sich alle voneinander, etwa durch die Stellung ihrer Knie, oder durch die Art, wie sie ihre Tunika tragen.

Die vier Karyatiden
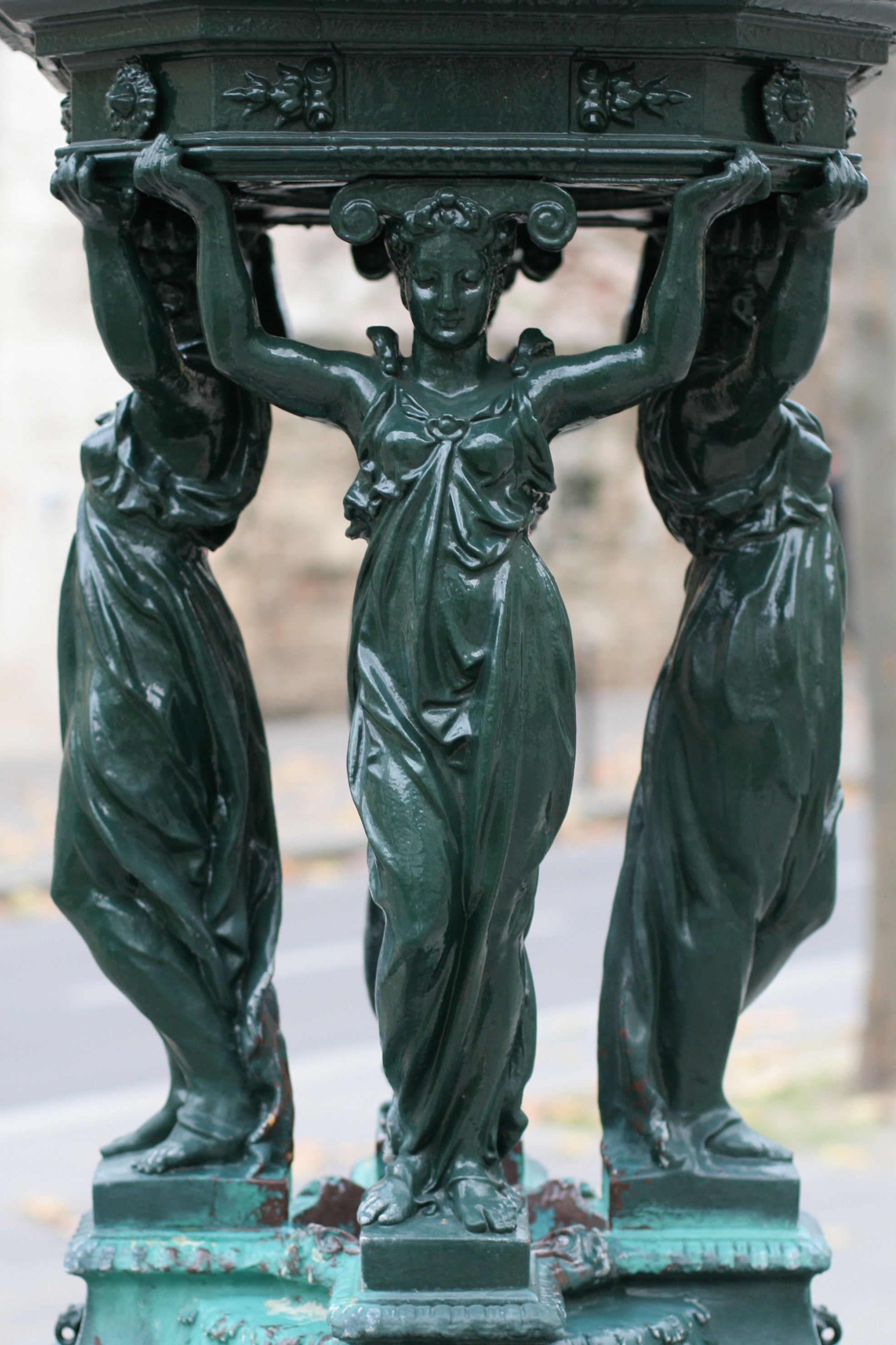
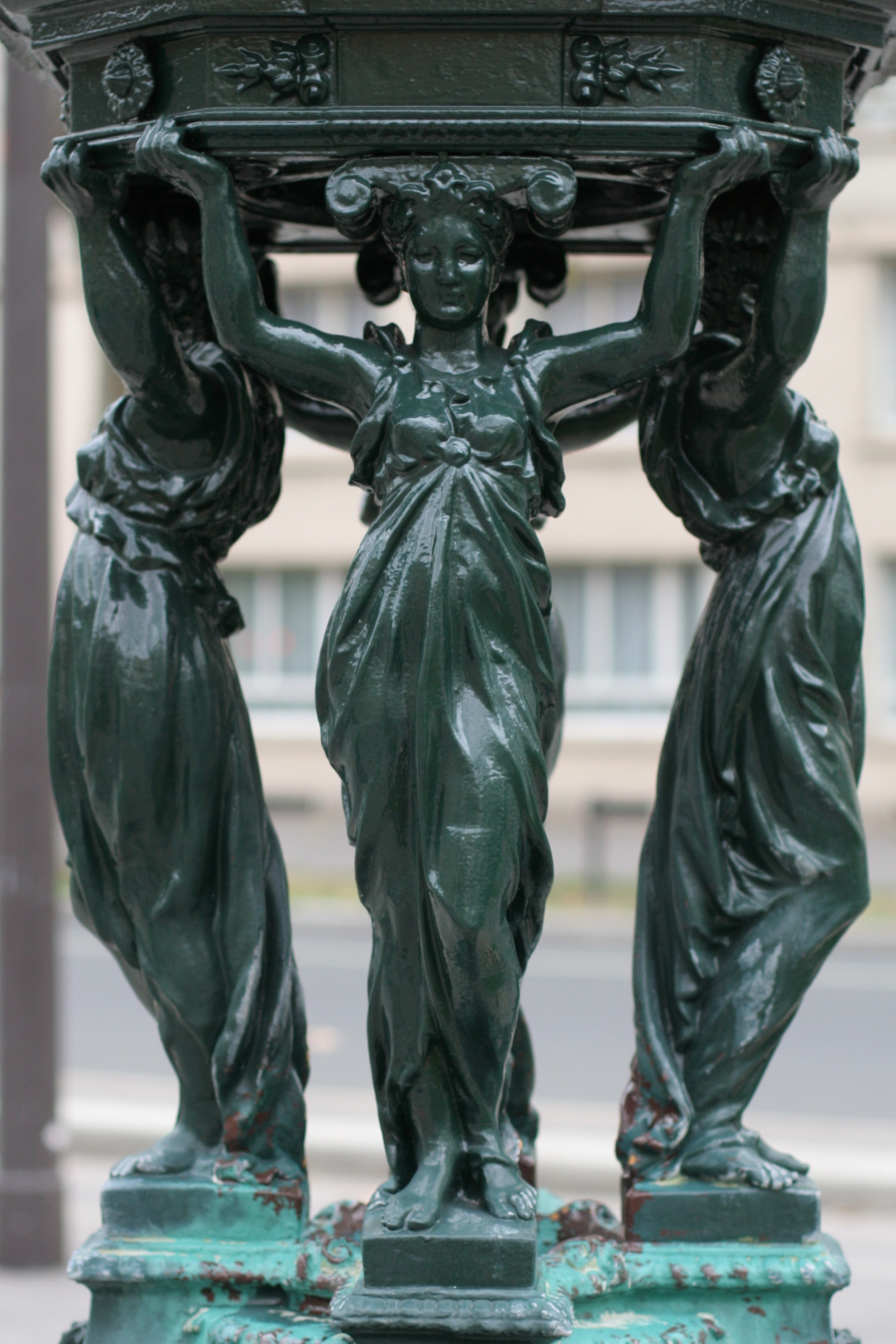
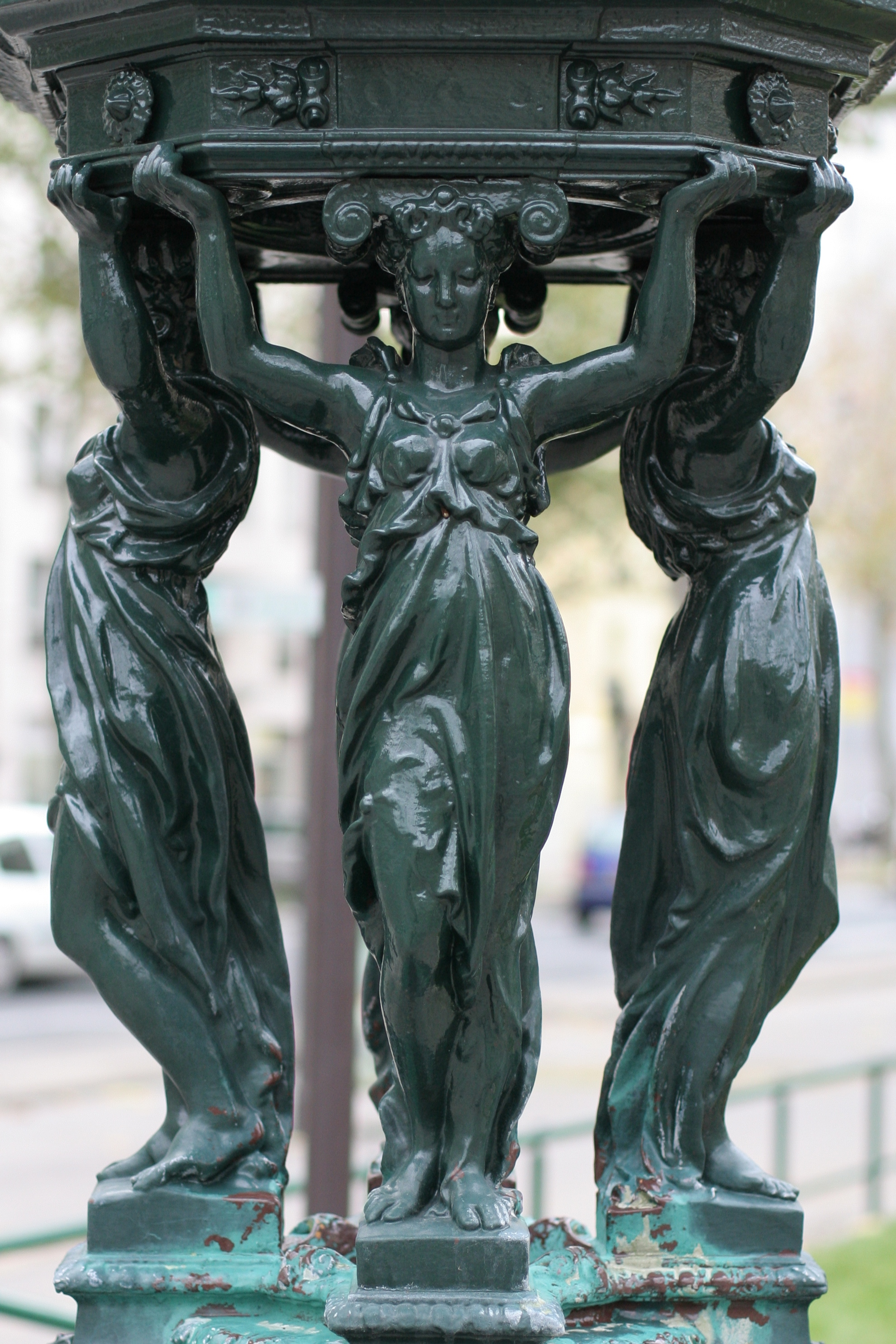
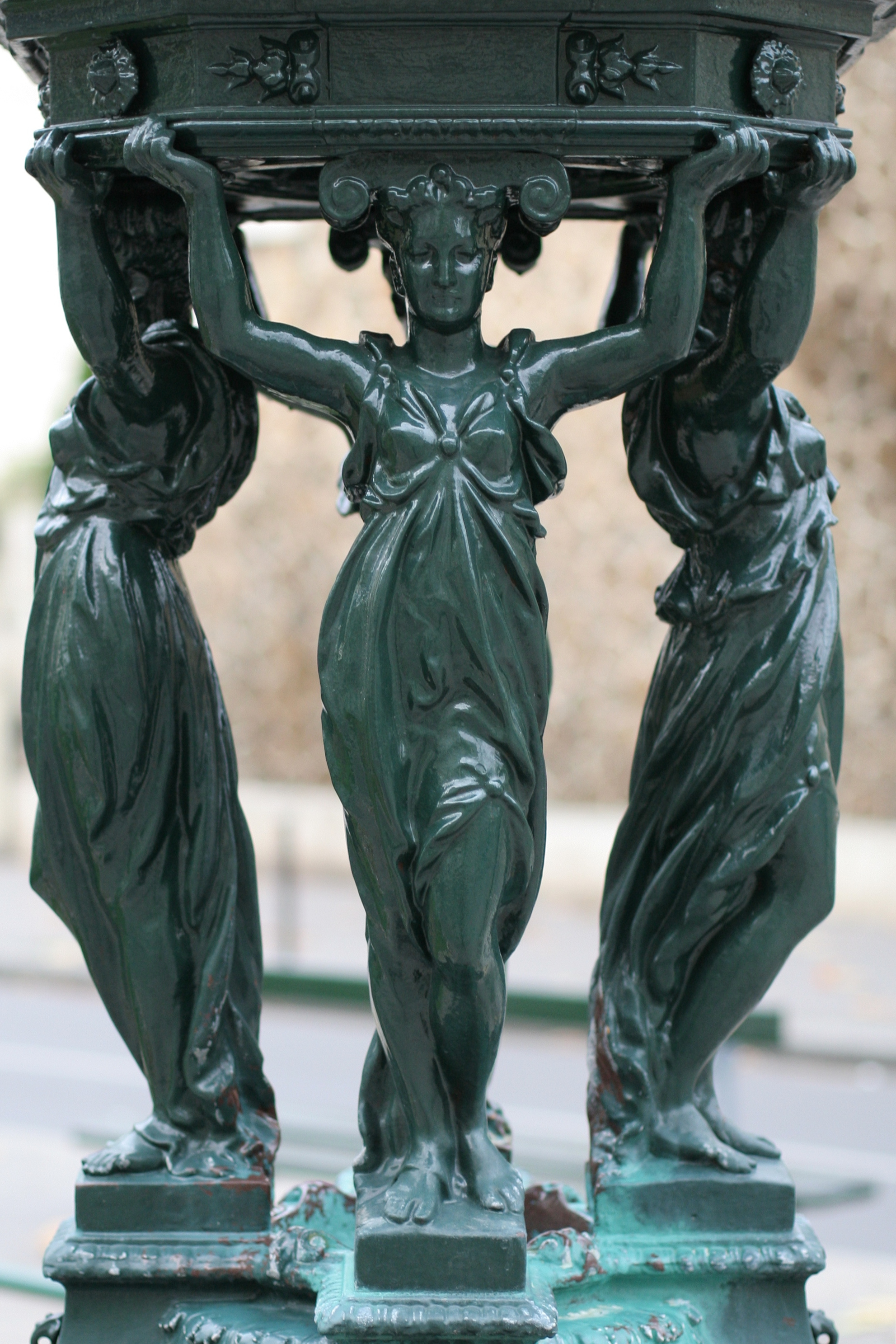

### Einbaumodell
(1,96 m, 300 kg)

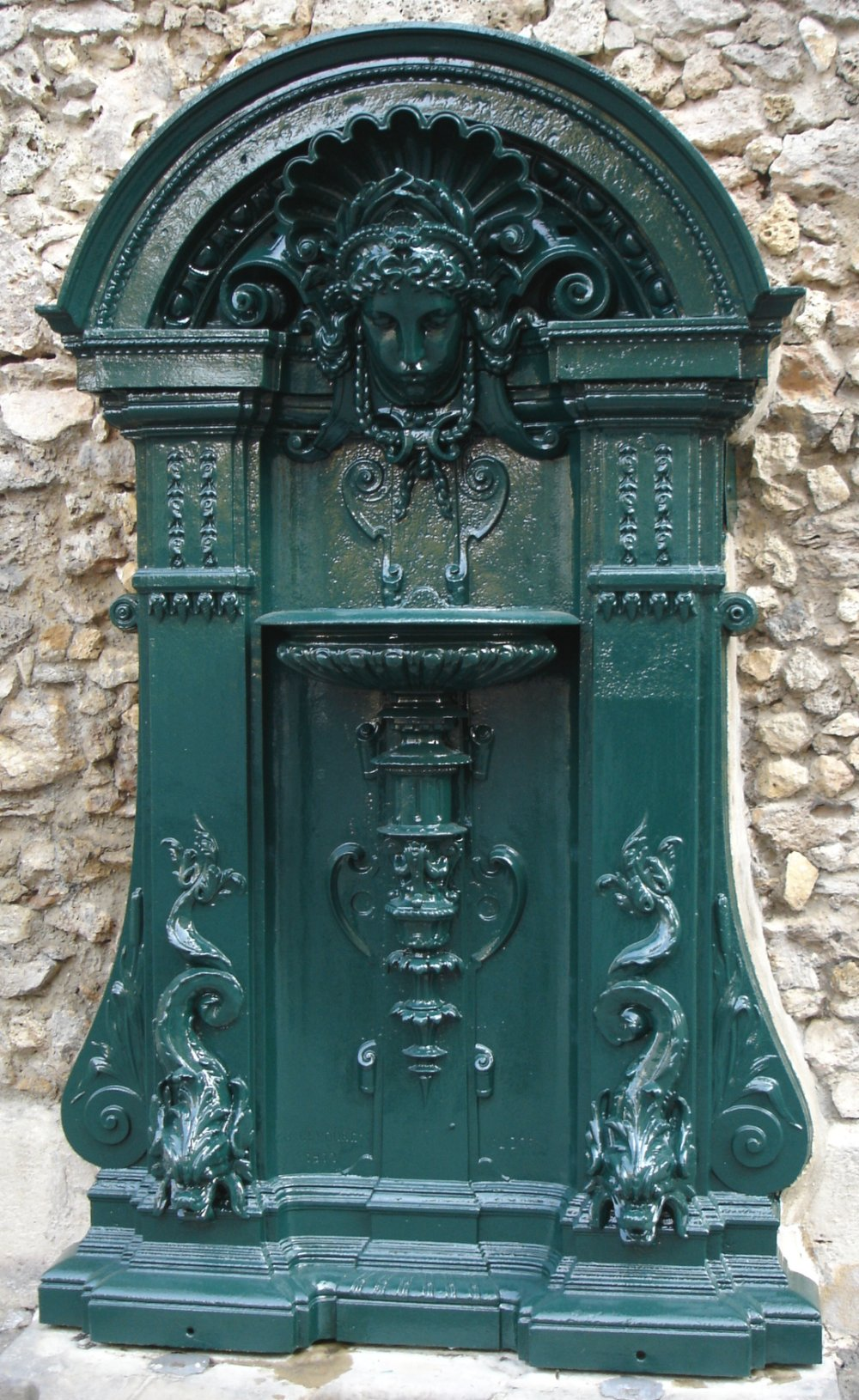
Einbaumodell

Im zweiten von Sir Richard entworfenen Modell speit der Kopf einer Najade aus der Mitte eines Giebelbogens einen dünnen Wasserstrahl in ein Becken, das zwischen zwei Pilastern ruht. Auch hier waren ursprünglich zwei Trinkbecher angebracht, die aber wie bei der großen Ausführung 1952 entfernt wurden.
Von diesem kostengünstigen Modell sollten viele Exemplare entlang der Mauern von Gebäuden mit starkem Menschenandrang angebracht werden, etwa an Krankenhäusern oder Kasernen. Dazu kam es allerdings nicht, und nur ein einziger Brunnen dieser Form blieb bis heute erhalten, nämlich in der Rue Geoffroy Saint-Hilaire.

### Kleine Ausführung
(1,32 m, 130 kg)
Diese einfachen Wasserspender mit Druckknopf findet man auf Plätzen und in öffentlichen Gärten. Sie wurden vollständig von der Stadtverwaltung finanziert und tragen das Siegel von Paris (bis auf den auf dem Place des Invalides). Besonders Müttern, die ihre Kinder zum Spielen in die zahlreichen kleinen Parks der Hauptstadt mitnehmen, sind sie wohlbekannt.

### Säulenmodell
(2,50 m, etwas mehr als 500 kg)
Dieses Modell wurde zuletzt realisiert und ähnelt der großen Ausführung. Die Karyatiden wurden durch kleine Säulen ersetzt, um die Produktionskosten zu senken. Zudem ist die Kuppel weniger spitz und der untere Teil stärker gekrümmt.
Von ursprünglich etwa dreißig hergestellten Exemplaren sind heute noch zwei übrig, eines in der Rue de Rémusat, das andere in der Avenue des Ternes.

## Wahl der Aufstellungsplätze
Die Wahl der Aufstellungsplätze der Brunnen wurde der Stadtverwaltung überlassen. Sie sollten der Öffentlichkeit leicht zugänglich sein und sich möglichst harmonisch in ihre Umgebung einfügen. Auch die Farbe wurde von der Stadt gewählt: dunkelgrün, wie für alle städtischen Installationen dieser Zeit, zurückhaltend und passend zu Parks und Alleen.
Die meisten Brunnen wurden auf Plätzen oder an Straßenecken errichtet. Mit der Auswahl der Orte wurde der Leiter der städtischen Wasserversorgungen und Abwassersysteme Eugène Belgrand beauftragt, der oft mit dem Stadtpräfekten Georges-Eugène Haussmann zusammenarbeitete.

## Originale und spätere Modelle
Die ersten beiden Modelle (große Ausführung und Einbaumodell) wurden von Wallace selbst entworfen und finanziert und tragen daher seinen Namen. Die beiden folgenden Modelle wurden nach dem großen Erfolg ihrer Vorgänger im gleichen Stil erschaffen, und die Ähnlichkeit ist offensichtlich.
Neuere Entwürfe gleichen dagegen weniger denen des Renaissance-Enthusiasten Wallace mit seinem Streben, Nützlichkeit und Ästhetik zu einem wahrhaften Kunstwerk zu vereinen. Beispielsweise findet man auf ihnen keine Frauenbildnisse mehr, die in der Kunst der Renaissance wie in den Entwürfen von Wallace allgegenwärtig sind und eine Parallele zwischen Frau und Wasser als zwei zärtlichen, sinnlichen Müttern ziehen.

## Wallace-Brunnen heute
Die meisten erhaltenen Brunnen funktionieren heute noch und spenden entgegen landläufiger Meinung tatsächlich Trinkwasser. Als Wasserversorgung für Obdachlose und Erfrischungsquelle für Passanten haben sie die von Wallace in sie gesetzten Erwartungen erfüllt und vermutlich bei weitem übertroffen.
Die Wallace-Brunnen arbeiten vom 15. März bis zum 15. November; vor den Wintermonaten werden sie entleert und abgestellt, um die internen Rohrsysteme vor Frostschäden zu schützen. Sie werden regelmäßig gewartet und alle zwei Jahre neu gestrichen.
Wie von ihren Schöpfern beabsichtigt, sind die typischen und malerischen Anlagen ein integraler Bestandteil des Pariser Stadtbildes geworden. Seit ihrer Aufstellung vor mehr als einem Jahrhundert waren diese Brunnen nie Kritik ausgesetzt. Selbst von den deutschen Besatzern im Zweiten Weltkrieg wurden sie respektiert, obgleich diese zahlreiche Pariser Statuen für die Rüstungsindustrie einschmolzen. Allerdings stehen sie bis heute nicht unter Denkmalschutz.

## Aufstellorte

### Paris

#### Große Ausführung (65 Brunnen)
3. Arrondissement

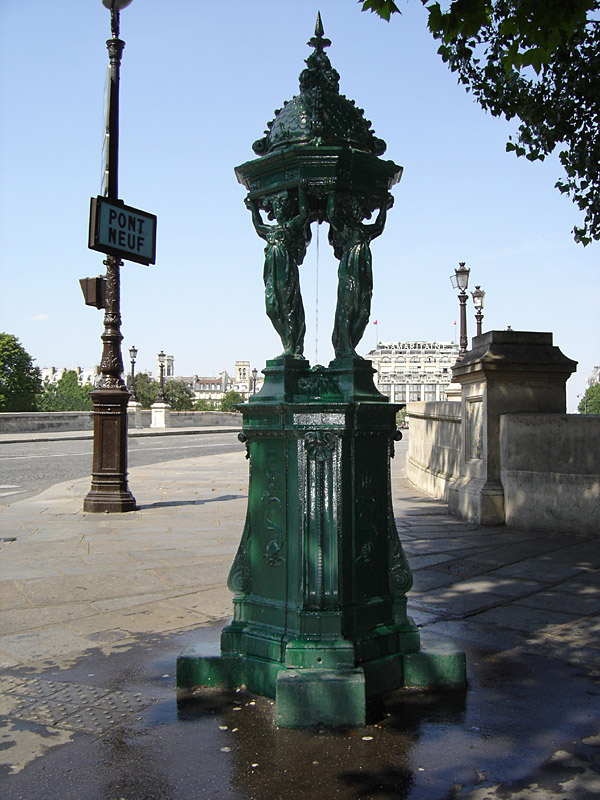
Wallace-Brunnen großer Ausführung am Pont Neuf

- Boulevard de Sébastopol, square Chautemps
- Passage du Pont aux biches

4. Arrondissement
- Place Louis Lépine, bei der Industrie- und Handelskammer
- Place Louis Lépine, beim Hôtel-Dieu
- 7 Boulevard du Palais
- 123 rue Saint-Antoine

5. Arrondissement
- Rue Poliveau, auf Seite der Rue de l'Essai
- Place Maubert
- 37 Rue de la Bûcherie
- Place des Patriarches

6. Arrondissement
- Place Saint-Germain-des-Prés
- Place Saint-Sulpice
- Pont Neuf, Quai des Grands Augustins
- Rue Vavin, Ecke Rue Bréa
- Place Saint-André-des-Arts

8. Arrondissement
- Rue de St-Pétersbourg, Ecke Rue de Turin
- Avenue des Champs-Élysées, auf Höhe der Chevaux de Marly (Nordseite)
- Avenue des Champs-Élysées, auf Höhe der Chevaux de Marly (Südseite)

9. Arrondissement
- Place Gustave Toudouze
- Place de Budapest

10. Arrondissement
- Place Juliette Dodu
- Place Jacques Bonsergent
- Place Robert Desnos

11. Arrondissement
- 143 Rue de la Roquette
- 197 Boulevard Voltaire
- 44 Rue Jean-Pierre Timbaud
- 94 Rue Jean-Pierre Timbaud
- 1 Boulevard Richard-Lenoir
- 89 Boulevard Richard-Lenoir

12. Arrondissement
- Cours de Vincennes, gegenüber dem Boulevard de Picpus
- Ecke Avenue de Saint-Mandé und Rue du Rendez-vous
- Rue Descot, gegenüber dem Rathaus des 12. Arrondissements

13. Arrondissement
- 82 Avenue d'Italie

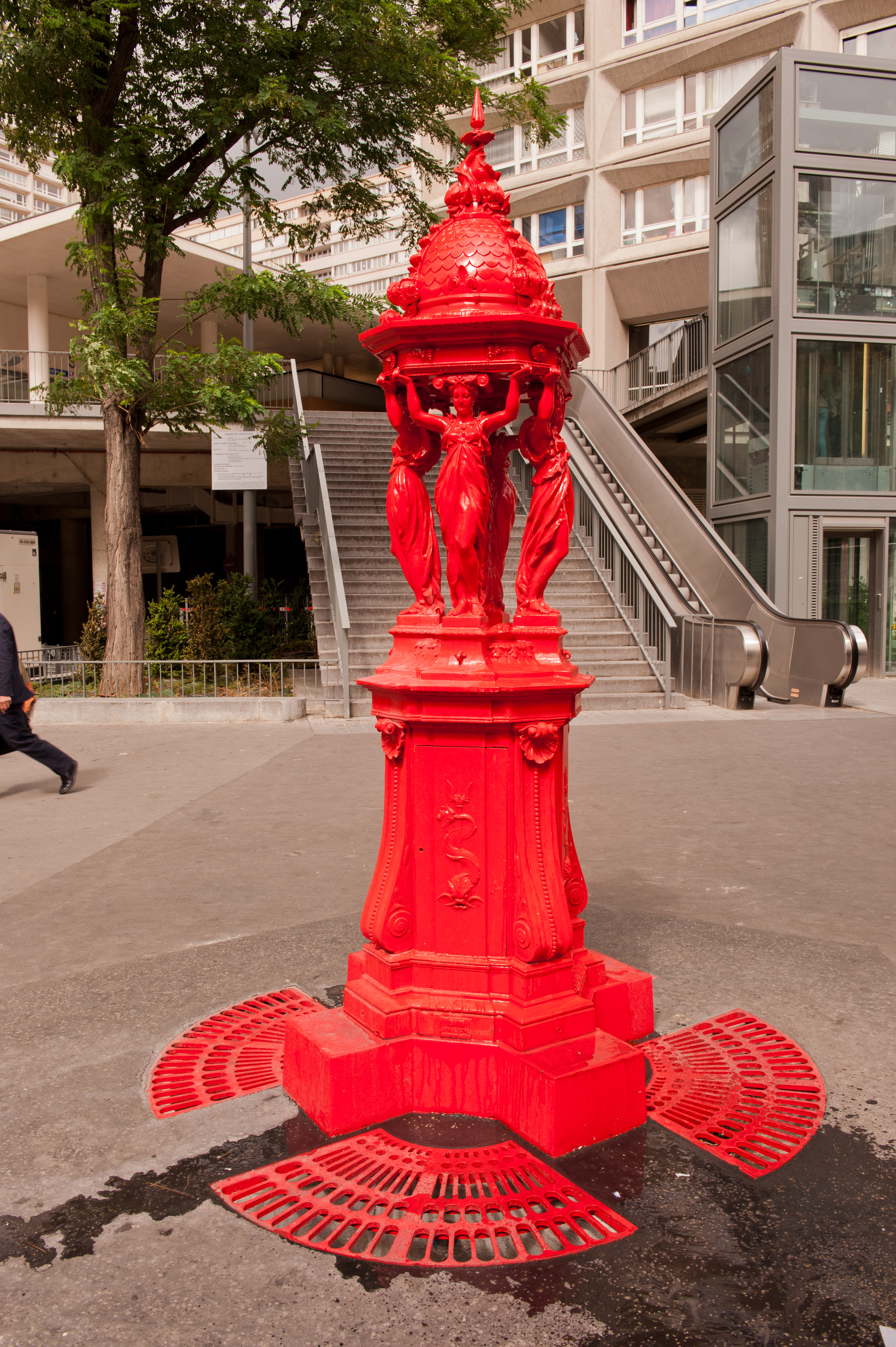
Avenue d’Ivry

- Ecke Rue de la Butte-aux-cailles und Rue de l'Espérance
- ZAC Baudricourt, Ecke Avenue d’Ivry

14. Arrondissement
- Avenue Reille, Ecke Avenue René Coty
- Place Jules Hénaffe
- Place Edgard Quinet, Ecke Rue de la Gaîté
- Place Denfert-Rochereau, Ecke Boulevard Raspail
- Avenue du Maine, gegenüber dem Rathaus des 14. Arrondissements

15. Arrondissement
- Place Henri Rollet
- 2 Boulevard Pasteur
- Place du Général Beuret
- Place Charles Vallin

16. Arrondissement
- 10 Boulevard Delessert
- 194 Avenue de Versailles
- Place Jean Lorrain
- Place de Passy
- Place du Père Marcellin Campagnat

17. Arrondissement
- 112 Avenue de Villiers
- Place Aimé Maillard
- 15 Avenue Niel
- 1 Avenue de Wagram
- 112 Boulevard des Batignolles

18. Arrondissement
- Place Émile Goudeau
- 42 Boulevard Rochechouart
- Rue Saint-Eleuthère, Ecke Rue Azaïs
- Place des Abbesses
- Rue de la Goutte d'or, angle de la Rue de Chartres

19. Arrondissement
- 214 Boulevard de la Villette

20. Arrondissement
- Place Édith Piaf
- 6 Rue Eugène Belgrand
- 29 Boulevard de Ménilmontant
- Place Maurice Chevalier
- Rue Piat, face au square de Belleville

#### Kleine Ausführung (9 Brunnen)

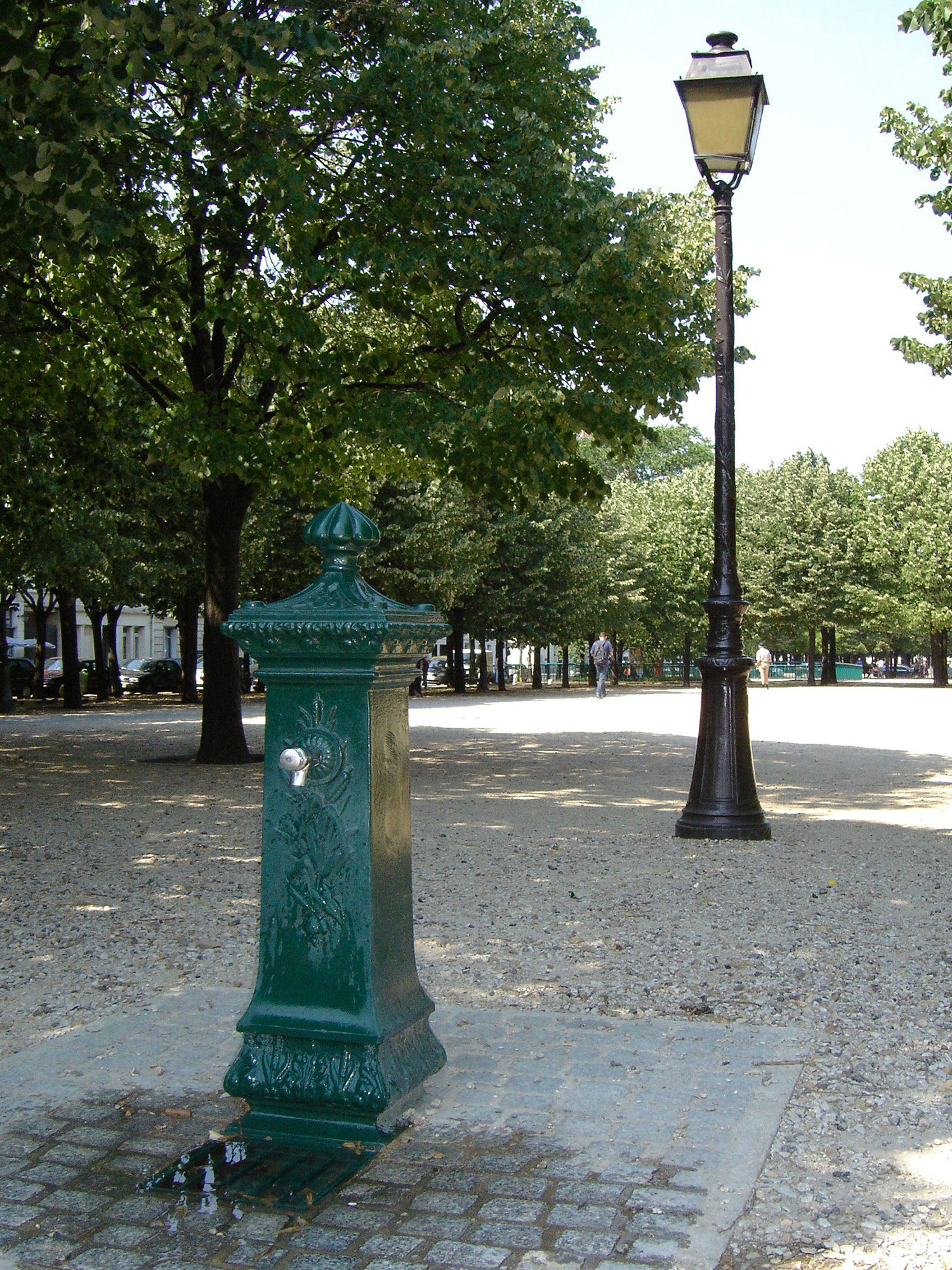
Kleiner Wallace-Brunnen auf der Esplanade des Invalides

7. Arrondissement
- Esplanade des Invalides

11. Arrondissement
- 32 Boulevard Richard Lenoir
- 74 Boulevard Richard Lenoir

13. Arrondissement
- Place Paul Verlaine

15. Arrondissement
- Place Alain Chartier
- Place Saint Charles
- 19 Place du Commerce
- 35 Boulevard Pasteur

17. Arrondissement
- 5 Place de Lévis

#### Säulenmodell (2 Brunnen)
16. Arrondissement
- Rue de Rémusat, Ecke Rue de Mirabeau

17. Arrondissement
- Avenue des Ternes, Ecke Place Pierre Demours

#### Einbaumodell (1 Brunnen)
5. Arrondissement
- Rue Geoffroy Saint-Hilaire, Ecke Rue Cuvier

### Bondy
- Auf dem Bahnhofsplatz

### Bordeaux
Am 6. Oktober 1873 bestellte Daniel Iffla Osiris, ein weiterer Philanthrop, sechs Brunnen in großer Ausführung und bat die Stadt Bordeaux, sie aufzustellen. Heute sind noch vier Exemplare übrig:
- Place du général Sarrail
- Place Jacques Lemoîne
- Jardin de la mairie
- Place de Stalingrad

### Charenton-le-Pont
- Place Henri IV.

### Clermont-Ferrand
- zwischen Rue du 11 novembre und Place de Jaude

### Marseille
- Parc Longchamp
- Rue des Trois-Rois
- Allées Gambetta
- Place du Terrail
- Place Jean-Jaurès
- Place Bernard Cadenat
- Place Louis Goudard
- Place Edmond Rostand

### Montréal(Kanada)

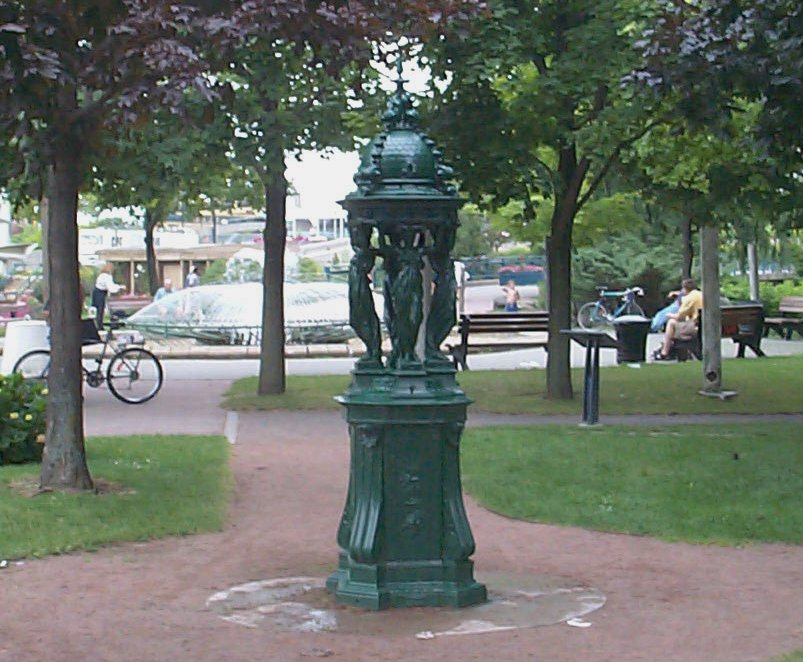
Brunnen in Montréal

Dieser Brunnen wurde der Stadt Montréal 1980 anlässlich einer Gartenausstellung von der Stadt Paris zum Geschenk gemacht.
- Île Notre-Dame, Parc des Îles, Jardin de la France

### Nantes
Zu Ehren des von Richard Wallace bestimmten Bildhauers Charles-Auguste Lebourg wurden einige Brunnen in dessen Heimatstadt aufgestellt.
- Cours Cambronne
- Jardin des Plantes, in der Nähe des botanischen Gartens
- Jardin des Plantes, nahe dem Eingang am Fernbahnhof
- Parc de la Gaudinière
- Place de la Bourse

### Pau

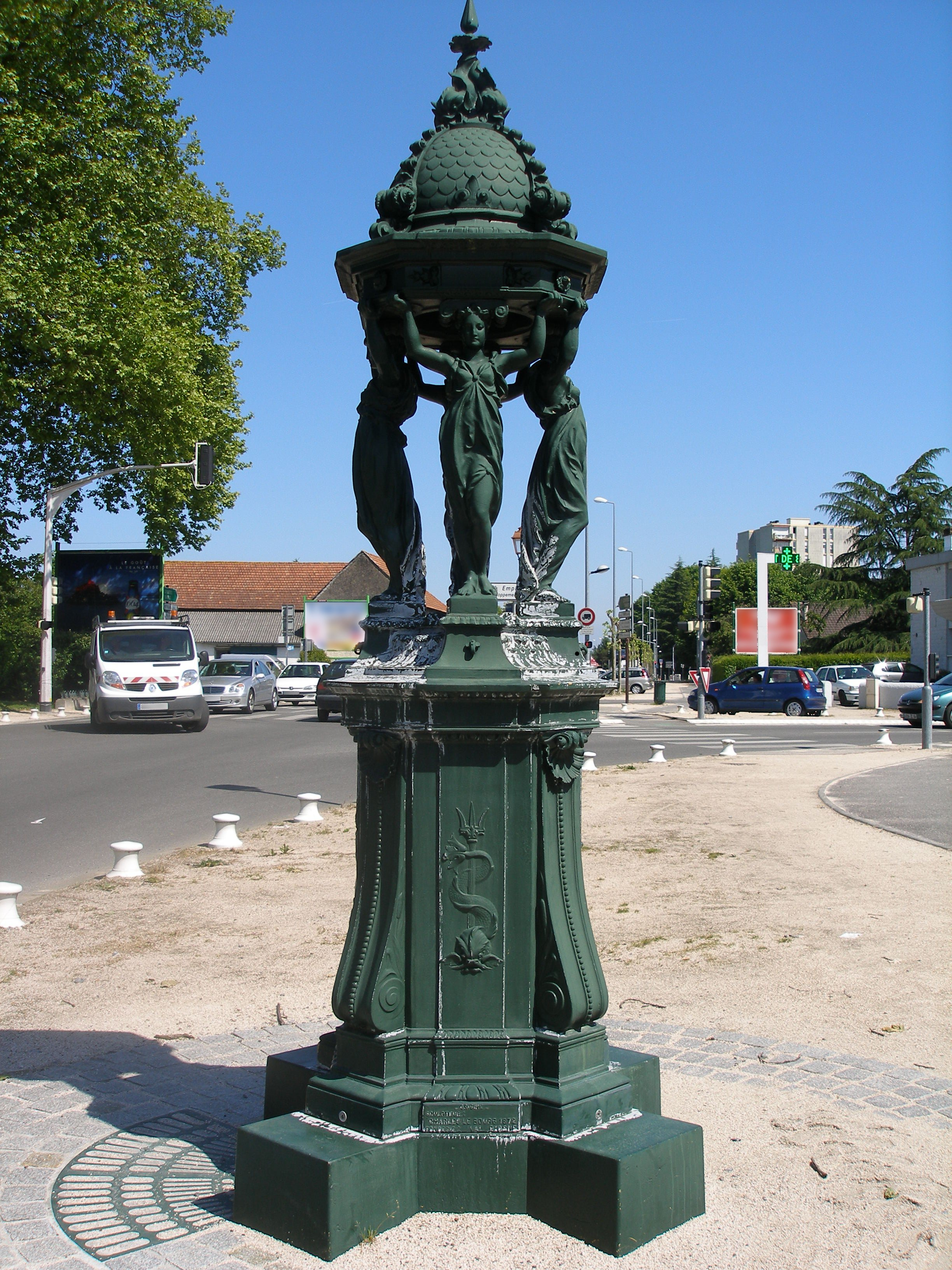
Brunnen in Pau

- Avenue de Buros

### Saint-Denis de la Réunion
- Jardin de l’État

### Saint-Germain-en-Laye
- Rue d’Alger

### Toulon
- Eingang des Stadtverwaltungsgebäudes

### Valence d’Agen
- Place nationale

### Andere Orte
Außerhalb Frankreichs findet man Wallace-Brunnen unter anderem in Südafrika, Kanada, den USA (in New Orleans), Mosambik und in der Schweiz (in Zürich).

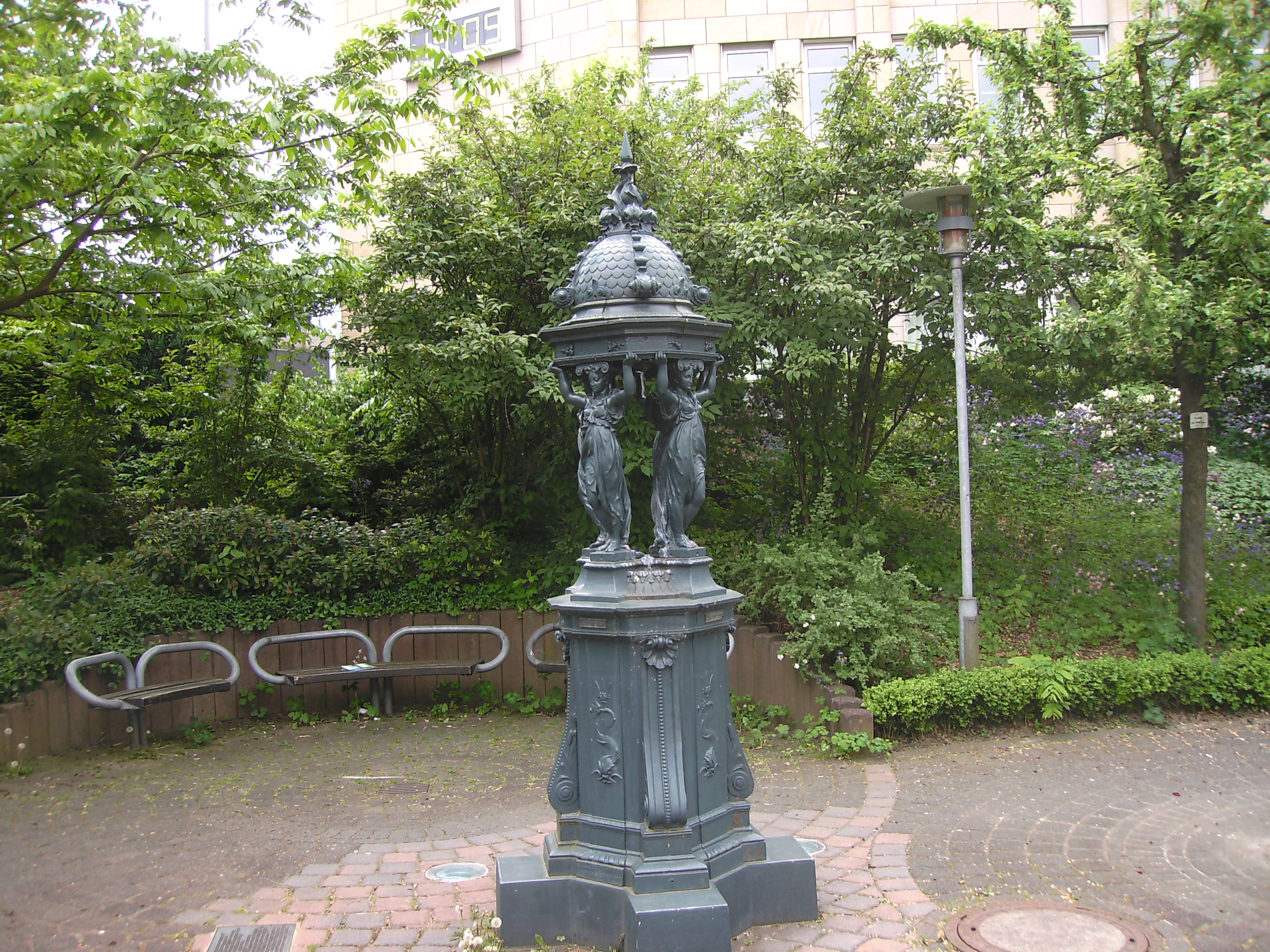
Brunnen in Burscheid

Eine große Ausführung steht seit 2003 (wieder) in Burscheid. Der Brunnen war 1903 als Stiftung des Burscheider Fabrikanten Albert Richartz-Bertrams aufgestellt worden. 1965 musste er abmontiert werden, da er bei einem Verkehrsunfall schwer beschädigt worden war. Nach Jahrzehnten in einem Lager und in einem privaten Vorgarten wurde der Brunnen auf Initiative des Obst- und Gartenbauvereines Burscheid restauriert und am 7. März 2003 aus Anlass des 100-jährigen Vereinsjubiläums wieder aufgestellt.
Reiche Privatpersonen, Kunstliebhaber und auch bekannte Künstler haben einzelne Exemplare zu ihrem Vergnügen erstanden, so etwa Brigitte Bardot oder Maurice Chevalier.